# Dead Leaves
Dead Leaves (デッド リーブス, Deddo Rībusu) est un film d'animation japonais créé par Hiroyuki Imaishi en 2004, produit par le studio Production I.G.
Au Japon il est distribué par Shochiku. En France par Manga video.

## Synopsis
Retro et Pandy (un garçon et une fille) se retrouvent nus et sans mémoire au milieu de la ville de Tokyo, ils décident alors de faire un cambriolage. Arrêtés par la police, on les envoie dans la prison « Dead Leaves » sur la Lune, où ils vont renouer avec leur passé…

## Fiche technique
- Réalisation : Hiroyuki Imaishi
- Scénario : Takeichi Honda, Imaitoonz
- Animation : Masahito Yamashita
- Production : Kaoru Mfaume,
- Distribution : Production I.G, Shôchiku, Manga Video (Manga Entertainment)
- Musique : Fuji-Yama
- Son : Dolby Digital
- Genre : science-fiction
- Durée : 55 min
- Dates de sortie : 
  - Japon : 1er janvier 2004
  - États-Unis : 28 septembre 2004